# Sông Dnepr
Sông Dnepr  (tiếng Nga: Днепр, đã Latinh hoá: Dnepr; tiếng Ukraina: Дніпро, đã Latinh hoá: Dnipro phát âm [dʲnʲiˈprɔ] ⓘ; tiếng Belarus: Дняпро, đã Latinh hoá: Dniapro) là một sông lớn xuyên biên giới tại châu Âu. Sông khởi nguồn tại vùng đồi Valdai gần Smolensk, Nga, sau đó chảy qua Belarus và Ukraina rồi đổ ra biển Đen. Đây là sông dài nhất tại Ukraina và Belarus và là sông dài thứ tư tại châu Âu, sau các sông Volga, Danube và Ural. Sông Dnepr dài khoảng 2.200 km (1.400 mi), và diện tích lưu vực là 504.000 kilômét vuông (195.000 dặm vuông Anh).
Trong thời cổ đại, sông Dnepr nằm trong tuyến mậu dịch con đường hổ phách. Vào cuối thế kỷ 17, khu vực này là nơi tranh giành giữa Liên bang Ba Lan và Lietuva và Nga, chia Ukraina thành các khu vực được mô tả là hữu ngạn và tả ngạn. Đến thời Liên Xô, sông được chú ý đến nhờ các đập thủy điện và hồ chứa cỡ lớn. Thảm họa Chernobyl 1986 xảy ra gần sông Pripyat, ngay phía trên điểm hợp lưu của sông này với Dnepr. Dnepr là một tuyến giao thông quan trọng đối với kinh tế Ukraina, và nó được nối với các tuyến đường thủy khác tại châu Âu qua kênh đào Dnepr–Bug.

## Tên gọi

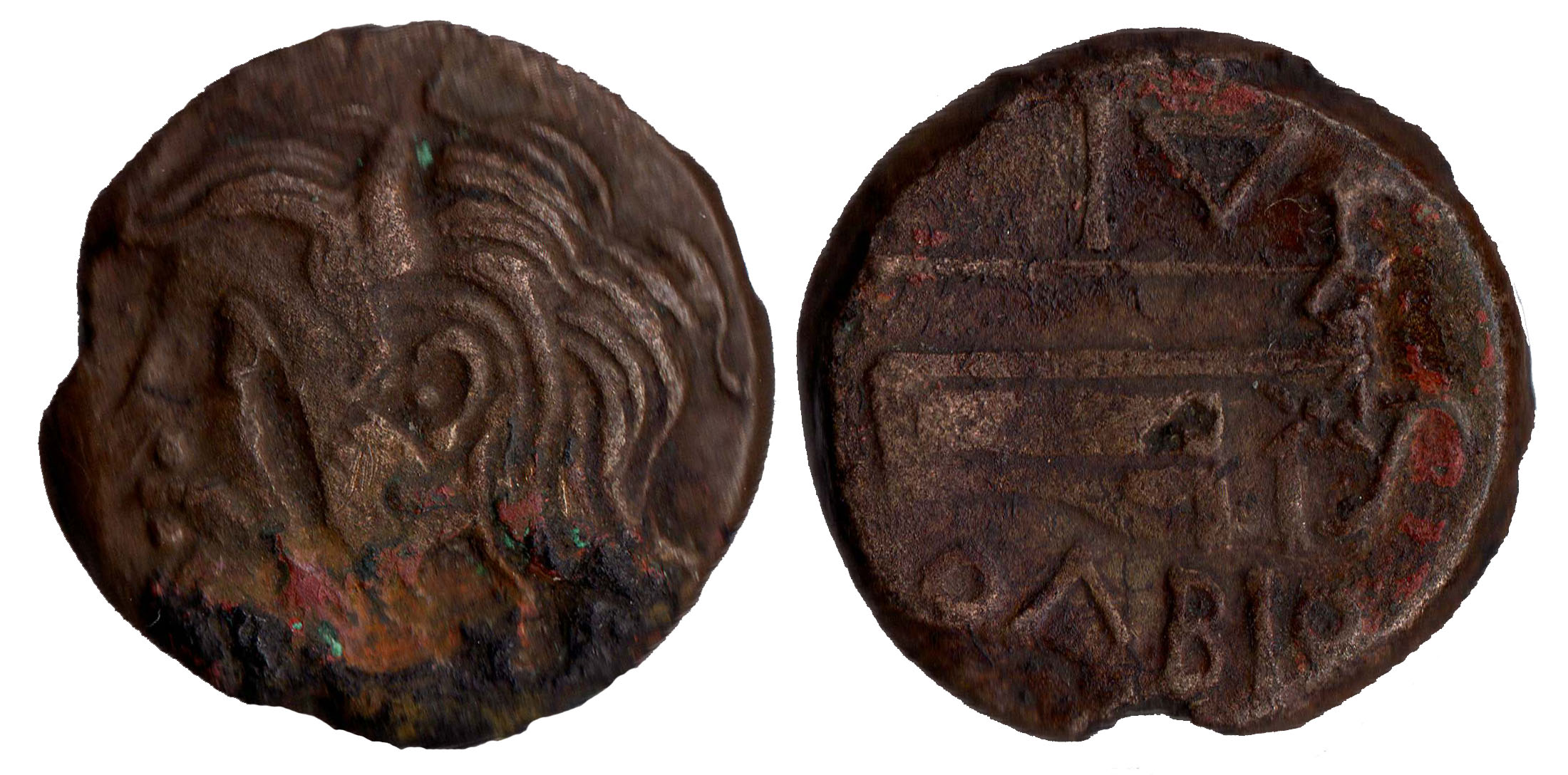
Diễn tả của con người về sông Dnepr (với tên Borysthenes) trên một đồng xu Hy Lạp cổ đại tại di chỉ Pontic Olbia, thế kỷ 4–3 TCN

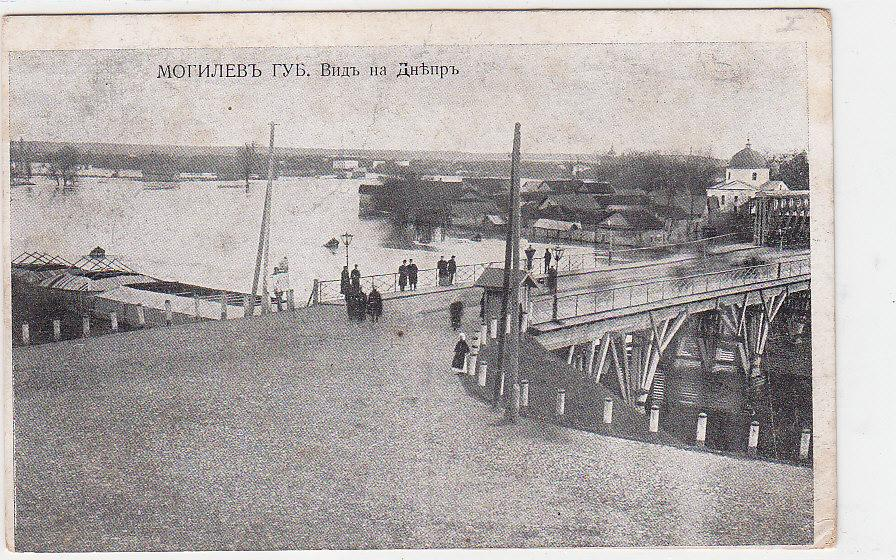
Ảnh trước năm 1918, với chính tả cũ của sông Dnepr (Днѣпръ)

Tên sông khác biệt một chút trong các ngôn ngữ Slav của ba quốc gia mà sông chảy qua:
- tiếng Belarus: Дняпро, đã Latinh hoá: Dnyapro, [dnʲaˈprɔ], hoặc Днепр Dnyepr,[3] [ˈdnʲɛpr]
- tiếng Nga: Днепр, chuyển tự: Dnepr, IPA: [dʲnʲepr]; chính tả cũ Днѣпръ[4]
- tiếng Ukraina: Дніпро, đã Latinh hoá: Dnipro, IPA: [ɟɲiˈprɔ] ⓘ; thi ca Дніпр, Dnipr; kiểu cũ Дніпер[5] Dniper, [ˈɟɲiper], hoặc cũ hơn Днѣпръ[cần dẫn nguồn] (Dnipr, [ˈd(j)n(j)ipr][cần dẫn nguồn])

Các tên gọi này có chung gốc, bắt nguồn từ tiếng Đông Slav cổ Дънѣпръ (Dŭněprŭ). Nguồn gốc của tên này có tranh chấp nhưng nhìn chung được cho là bắt nguồn từ tiếng Sarmatia *Dānu Apara ("sông xa") song song với Dniester ("sông gần") hoặc từ tiếng Scythia *Dānu Apr ("sông sâu") liên quan đến việc nó thiếu các chỗ cạn, từ đó cũng bắt nguồn cho tên hậu kỳ Cổ đại của sông là Danapris (Δαναπρις).
Trong tiếng Anh, chữ cái đầu D trong Dnieper thường là câm, nhưng cũng có thể được nói: /(d)ˈniːpər/ (D)NEE-pər. Các giọng  không r thường cũng bỏ âm cuối /r/. Tên gọi bắt nguồn từ chuyển tự tiếng Pháp của tên sông trong tiếng Nga. Việc phát âm tên Dnipro thường nhấn trọng âm vào âm thứ hai: /(d)niːˈproʊ/ (d)nee-PRO. Ít phổ biến hơn, nó còn được nhấn trọng âm vào âm thứ nhất, âm thứ hai biến thành một âm schwa: /ˈ(d)niːprə/ (D)NEE-prə.
Tên gọi tiếng Scythia khác của Dnipro là *Varustāna, nghĩa là "có không gian rộng," là nguồn gốc của:
- Tên tiếng Hy Lạp-La Mã của sông, Borysthenes (Βορυσθενης Borusthenēs; Latin: Borysthenes). Tên này có liên kết với tên tiếng Hy Lạp-La Mã của sông Volga, Oarus (tiếng Hy Lạp cổ đại: Οαρος Oaros; Latin: Oarus), bắt nguồn từ tiếng Scythia *Varu, nghĩa là "rộng."
  - Tên Borysthenes bắt nguồn cho tên Latin thi ca của sông, Boristhenius[14]
- Tên tiếng Hun của sông, Var, bắt nguồn từ tiếng Scythia *Varu, "rộng."

Trong giai đoạn Đại Bulgaria Cổ, sông được gọi là Buri-Chai, và thời Rus Kiev nó được gọi là Славу́тич (Slavútytch), tên này vẫn được sử dụng trong thi ca tiếng Ukrraina do ảnh hưởng của sử thi Đông Slav Cổ Truyện kể cuộc viễn chinh Igor và sự thích nghi hiện đại của nó trong văn chương Ukraina. Tên này cũng được lấy để đặt cho thành phố Slavutych, được hình thành sau thảm họa Chernobyl 1986 để làm nơi ở cho công nhân bị di dời.Bản mẫu:Pageneeded Người Kipchak gọi sông là Uzeu, còn người Tatar Krym gọi sông là Özü, và người Thổ Nhĩ Kỳ hiện gọi sông là Özü hoặc Özi.

## Địa lý
Tổng chiều dài của sông được ghi nhận khác nhau là 2.145 kilômét (1.333 mi) hoặc 2.201 km (1.368 mi),, trong đó 485 km (301 mi) chảy qua Nga, 700 km (430 mi) chảy qua Belarus, và 1.095 km (680 mi) chảy qua Ukraina. Diện tích lưu vực sông là 504.000 kilômét vuông (195.000 dặm vuông Anh), trong đó 289.000 km2 (112.000 dặm vuông Anh) thuộc Ukraina, 118.360 km2 (45.700 dặm vuông Anh) thuộc Belarus.
Nguồn sông Dnepr là các bãi lầy cói (Akseninsky Mokh) của vùng đồi Valdai thuộc miền trung Nga, trên độ cao 220 m (720 ft). Một đoạn sông dài 115 km (71 mi) đóng vai trò là biên giới giữa Belarus và Ukraina. Vũng cửa sông từng được phòng vệ bơi một pháo đài hùng mạnh tại Ochakiv.
Điểm cực nam của Belarus là trên sông Dnepr ở phía nam của Kamaryn thuộc huyện Brahin.
Dnepr có nhiều phụ lưu (lên đến 32.000) với 89 sông dài trên 100 km. Các phụ lưu chính là:
- Vyazma (tả)
- Vop (hữu)
- Khmost (hữu)
- Myareya (tả)
- Drut (hữu)
- Berezina (hữu)
- Sozh (tả)
- Pripyat (hữu)
- Teteriv (hữu)
- Irpin (hữu)
- Desna (tả)
- Stuhna (hữu)
- Trubizh (tả)
- Ros (hữu)
- Tiasmyn (hữu)
- Supii (tả)
- Sula (tả)
- Psyol (tả)
- Vorskla (tả)
- Oril (tả)
- Samara (tả)
- Konka (tả)
- Bilozerka (tả)
- Bazavluk (hữu)
- Inhulets (hữu)

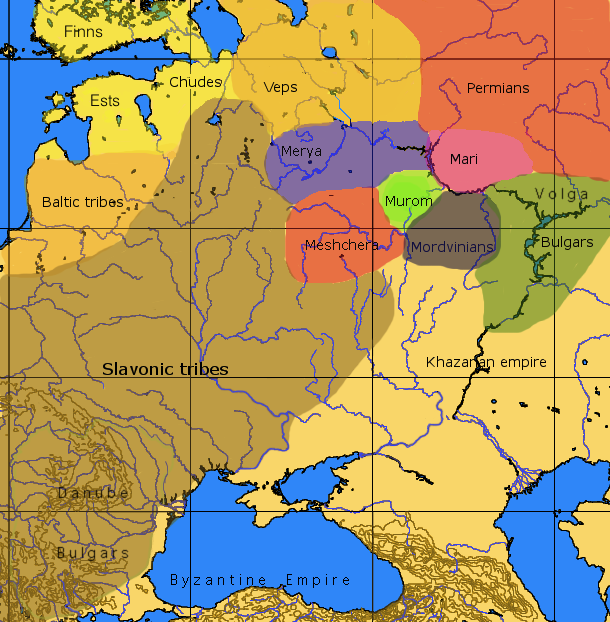
Lưu vực Dnepr thể hiện các dân tộc vào thế kỷ 9

Dnepr có nhiều phụ lưu trực tiếp nhỏ, như tại vùng Kyiv có Syrets (hữu ngạn) ở phía bắc của thành phố, còn Lybid (hữu ngạn) có ý nghĩa lịch sử chảy phía tây trung tâm, và Borshahivka (hữu ngạn) ở phía nam.
Tài nguyên nước của lưu vực sông Dnepr chiếm khoảng 80% của toàn bộ Ukraina.

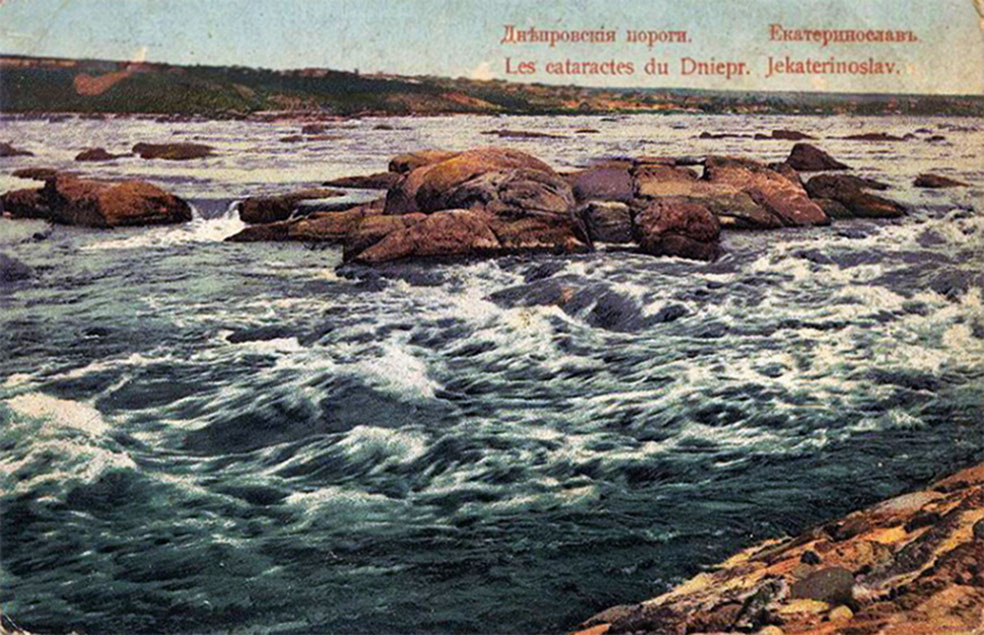
Ghềnh trên sông Dnepr vào năm 1915

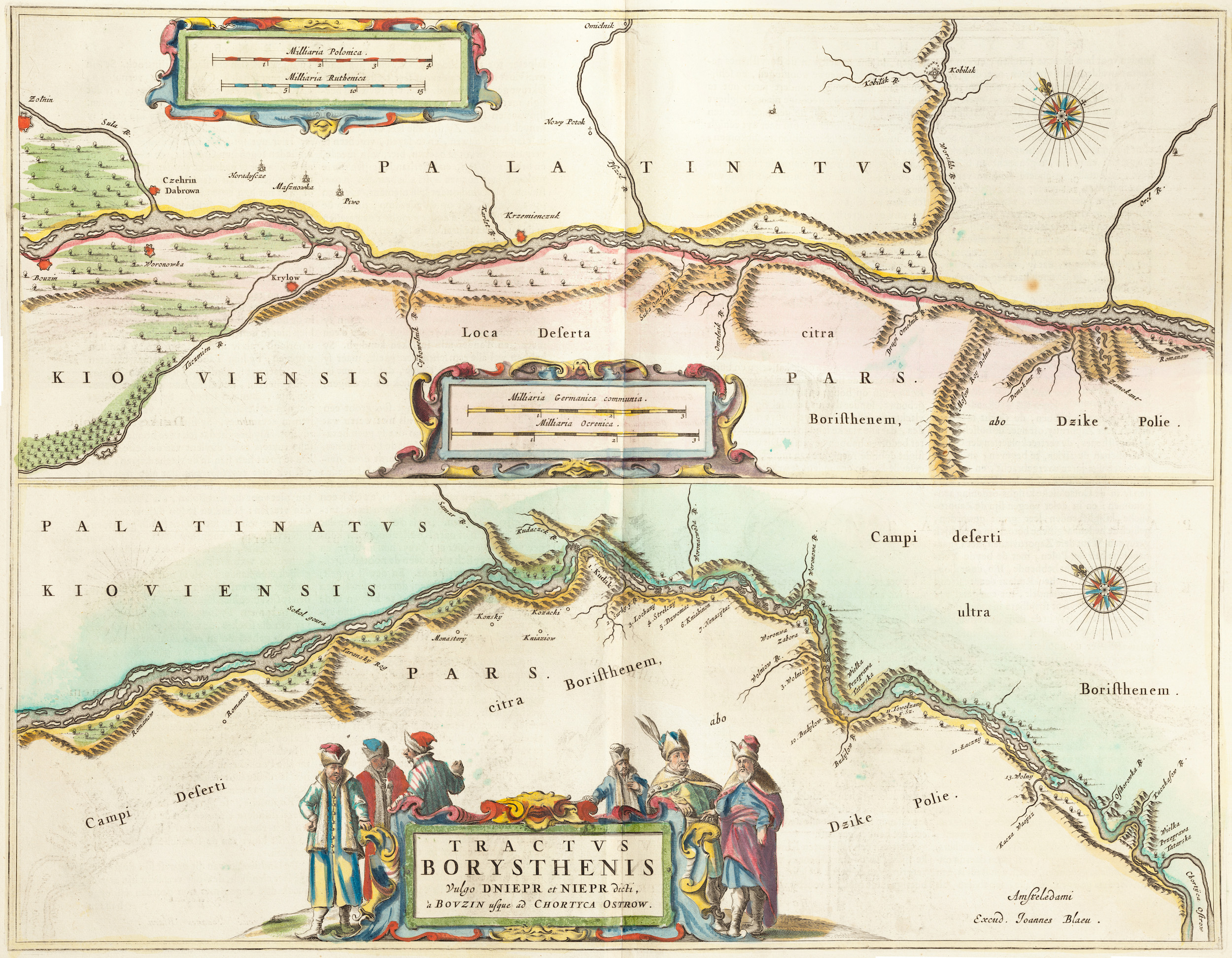
Tractus Borysthenis hay Dnepr (từ thành phố Bovzin đến đảo Chortyca) năm 1662

Các ghềnh Dnepr là bộ phận của tuyến mậu dịch giữa người Varangia và người Hy Lạp, 
được đề cập lần đầu trong Biên niên sử Kyiv. Tuyến đường có lẽ hình thành vào cuối thế kỷ 8 và đầu thế kỷ 9, trở nên quan trọng từ thế kỷ 10 đến đầu thế kỷ 11. Trên sông Dnepr, người Varangia phải chuyển tải tàu của họ qua bảy ghềnh, đồng thời phải đề phòng dân du mục Pecheneg. Sau khi nhà máy thủy điện Dnepr được xây dựng vào năm 1932, các ghềnh này ngập trong hồ chứa Dnepr.
Một số kênh đào nối đến sông Dnepr:
- Kênh đào Dnepr–Donbas;
- Kênh đào Dnepr–Kryvyi Rih;
- Kênh đào Kakhovka (đông nam của tỉnh Kherson);
- Hệ thống tưới tiêu Krasnoznamianka tại tây nam của tỉnh Kherson;
- Kênh đào Bắc Krym—đáp ứng một phần lớn nhu cầu nước của bán đảo;
- Hệ thống tưới tiêu Inhulets.

Sông Dnepr nằm trong phạm vi bản địa của loài trai quagga. Loài trai này vô tình được du nhập khắp thế giới, trở thành loài xâm lấn.

## Sinh thái
Ngày nay sông Dnepr chịu ảnh hưởng từ con người và chứa nhiều chất thải ô nhiễm. Sông Dnepr gần bãi chứa phóng xạ nhà máy hóa chất Prydniprovsky (gần Kamianske) và có thể bị ảnh hưởng nếu có rò rỉ phóng xạ. Sông cũng nằm gần nhà máy điện hạt nhân Chernobyl (vùng loại trừ Chernobyl), nhà máy nằm ngay cửa sông Pripyat.

## Giao thông
Tàu thuyền có thể đi lại trên 2.000 km (1.200 mi) sông (đến thành phố Dorogobuzh). Dnieper quan trọng đối với giao thông trong nền kinh tế Ukraina: Các hồ chứa trên sông có các cửa âu thuyền lớn, cho phép tàu lớn đến cỡ 270 nhân 18 mét (886 ft × 59 ft) tiếp cận xa đến Kyiv, và do đó sông là một hành lang giao thông quan trọng. Các tàu vận chuyển hành khách cũng hoạt động trên sông. Các du thuyền nội địa trên các sông Danube và Dnieper có thị trường tăng trưởng trong các thập niên gần đây.
Ngược dòng từ Kyiv, Dnieper nhận nước của sông Pripyat, sông này nối với kênh đào Dnepr-Bug, nối với sông Bug. Trong quá khứ, có khả năng liên kết với các tuyến đường thủy Tây Âu, nhưng một đập tràn mà không có cửa âu thuyền gần thị trấn Brest, Belarus đã làm gián đoạn tuyến đường thủy quốc tế này. Quan hệ xấu giữa Tây Âu và Belarus đồng nghĩa với việc ít có khả năng mở lại tuyến đường này trong tương lai gần. Việc đi lại cũng bị gián đoạn mỗi năm vì sông đóng băng hoặc bão cực đoan mùa đông.

## Thành phố và thị xã ven bờ
Từ đầu nguồn tới cửa sông:
- Dorogobuzh, Nga
- Smolensk, Nga
- Vorša, Belarus
- Škłoŭ, Belarus
- Mahiloŭ, Belarus
- Bychaŭ, Belarus
- Rahačoŭ, Belarus Sông Dnepr ở Dorogobuzh
- Žłobin, Belarus
- Rečyca, Belarus
- Kiev (Kyiv), Ukraina
- Kaniv, Ukraina
- Cherkasy, Ukraina
- Kremenchuk, Ukraina
- Kamjanske, Ukraina
- Dnipro, Ukraina
- Zaporizhia, Ukraina
- Marhanets, Ukraina
- Nikopol, Ukraina
- Nova Kakhovka, Ukraina
- Kherson, Ukraina

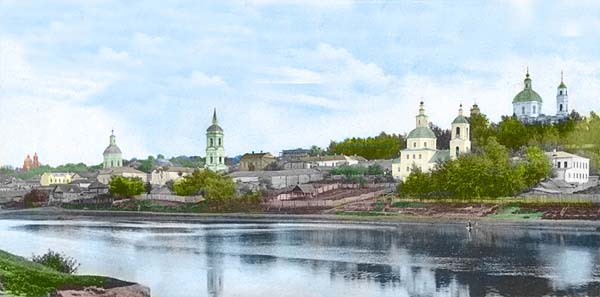
Sông Dnepr ở Dorogobuzh

Arheimar, thủ phủ của người Goth, nằm trên bờ sông Dnepr, theo như truyện dân gian Hervarar.

## Điện năng
Kể từ của sông Pripyat đến nhà máy thủy điện Kakhovka, có sáu tổ hợp đập nước và nhà máy thủy điện, sản xuất 10% điện năng của Ukraine.
Công trình đầu tiên được xây dựng là nhà máy thủy điện Dnepr (hoặc DniproHES) gần Zaporizhzhia, được xây dựng từ năm 1927 đến năm 1932 với công suất 558 MW. Nhà máy bị phá hủy trong Thế chiến II, nhưng được xây dựng lại vào năm 1948 với công suất 750 MW.
| Vị trí       | Đập                     | Diện tích hồ chứa               | Nhà máy thủy điện             | Thời điểm xây dựng |
| ------------ | ----------------------- | ------------------------------- | ----------------------------- | ------------------ |
| Kyiv         | hồ chứa nước Kyiv       | 922 km2 hay 356 dặm vuông Anh   | nhà máy thủy điện Kyiv        | 1960–1964          |
| Kaniv        | hồ chứa nước Kaniv      | 675 km2 hay 261 dặm vuông Anh   | nhà máy thủy điện Kaniv       | 1963–1975          |
| Kremenchuk   | hồ chứa nước Kremenchuk | 2.250 km2 hay 870 dặm vuông Anh | nhà máy thủy điện Kremenchuk  | 1954–1960          |
| Kamianske    | hồ chứa nước Kamianske  | 567 km2 hay 219 dặm vuông Anh   | nhà máy thủy đuện Dnepr Trung | 1956–1964          |
| Zaporizhzhia | hồ chứa nước Dnepr      | 420 km2 hay 160 dặm vuông Anh   | nhà máy thủy điện Dnieper     | 1927–1932; 1948    |
| Kakhovka     | hồ chứa nước Kakhovka   | 2.155 km2 hay 832 dặm vuông Anh | nhà máy thủy điện Kakhovka    | 1950–1956          |